# Iwan Fersen
Iwan Jewstafjewicz Fersen (ros. Иван Евстафьевич Ферзен, (1739–1800)) – rosyjski hrabia, wojskowy, generał piechoty.
Pochodził z niemieckiej rodziny szlacheckiej z Inflant. W latach 1769–1774 walczył w wojnie rosyjsko-tureckiej. W 1782 roku awansowany do stopnia brygadiera, w 1784 roku – do stopnia generała. W 1790 roku walczył ze Szwedami w Finlandii. W dniu zawarcia pokoju ze Szwecją otrzymał miecz z diamentami i 5 tys. rubli. W 1791 roku awansowany do stopnia generała porucznika.
Podczas wojny polsko-rosyjskiej w 1792 dowodził jako generał porucznik korpusem rosyjskim uderzającym na Litwę w celu osłony konfederatów targowickich. Podczas powstania kościuszkowskiego razem z wojskami pruskimi oblegał Warszawę oraz dowodził wojskami rosyjskimi w bitwie pod Maciejowicami i podczas szturmu Pragi 4 listopada 1794. Wkrótce potem, 16 listopada, przyjął kapitulację ostatnich wojsk powstańczych generała Tomasza Wawrzeckiego pod Radoszycami, za co otrzymał tytuł hrabiego.
Żoną Iwana Fersena była od roku 1777 Magdalena Elżbieta von Rehbinder (1758-1797). Niekiedy błędnie przypisuje się mu małżeństwo z księżniczką Teofilą Radziwiłłówną, córką księcia Leona Michała z Połoneczki; w rzeczywistości wyszła ona za dalszego kuzyna Iwana – generała Hermanna Gustawa von Fersena. Za swe zasługi Fersen otrzymał liczne dobra na Wołyniu, należące niegdyś do książąt Ostrogskich a współcześnie m.in. do Turnów. Zmarł w Dubnie na Wołyniu w 1800 roku.